# Strongylognathus
Strongylognathus é um género de insecto da família Formicidae.

## Parasitismo e esclavagismo
As rainhas recém-fecundadas das formigas do género Strongylognathus estabelecem-se em colónias de formigas de espécies do género Tetramorium, nuns casos substituindo a rainha hospedeira, noutros coexistindo com ela, mas impedindo a produção de indivíduos sexuados da espécie hospedeira. Várias das espécies (exemplos:S. afer, S. alpinus ou S. rehbinderi)  de Strongylognathus são também esclavagistas, atacando as colónias de outras espécie de formigas para capturar larvas ou pupas que irão reforçar o seu corpo de obreiras.

## Espécies
Este género contém as seguintes espécies:
- Strongylognathus afer
- Strongylognathus alboini
- Strongylognathus alpinus
- Strongylognathus arnoldii
- Strongylognathus cecconii
- Strongylognathus chelifer
- Strongylognathus christophi
- Strongylognathus dalmaticus
- Strongylognathus destefanii
- Strongylognathus emeryi
- Strongylognathus foreli
- Strongylognathus huberi
- Strongylognathus insularis
- Strongylognathus italicus
- Strongylognathus karawajewi
- Strongylognathus kervillei
- Strongylognathus koreanus
- Strongylognathus kratochvilli
- Strongylognathus minutus
- Strongylognathus palaestinensis
- Strongylognathus pisarskii
- Strongylognathus rehbinderi
- Strongylognathus ruzskyi
- Strongylognathus silvestrii